# グッドウィル・ブリッジ

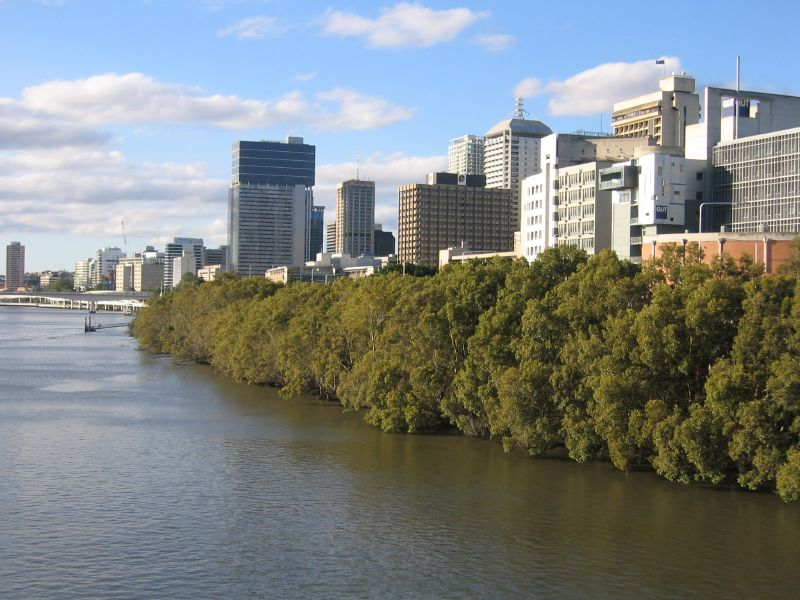
グッドウィル・ブリッジからブリスベン商業中心地区方向を望む

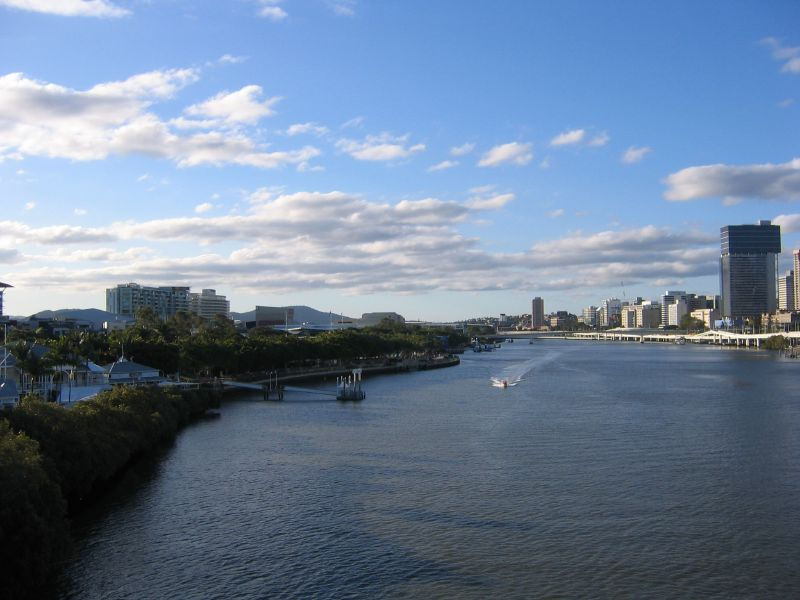
グッドウィル・ブリッジからサウスバンク地区方向を望む

グッドウィル・ブリッジ(Goodwill Bridge)はオーストラリア、ブリスベンのブリスベン川にかかる歩行者および自転車専用の橋で、南側のクイーンズランド美術館やサウスバンク公園と北側のクイーンズランド工科大学ガーデンズ・ポイントキャンパスをつなぐ橋である。
2001年10月21日に開通し、当時ブリスベンで開催されていたグッドウィルゲームズにちなみ名付けられた。この橋は歩行者、自転車およびインラインスケート利用者のみが利用でき、原動機付きの車両は通行できない。

## 構造
グッドウィル・ブリッジはアーチ橋および斜張橋の二つの主な構成部からなる。ブリスベン川の中間あたりに橋塔が設置されている。これは歩行者および自転車橋の基本的な要素の一つであり、アーチの片端を支持している。このアーチは長さ102m、幅10m、高さ15m、重量360トンである。

### 特徴
- 幅: 6.5 メートル (21.3 ft)
- 高さ: 満潮時の水面からデッキまでは、川の船舶が航行できる11.4～12.7m （ビクトリア・ブリッジやキャプテン・クック・ブリッジと同じである）
- アーチ: 長さ102 メートル （335フィート）、幅10メートル（30フィート）、高さ15メートル（49フィート）
- デッキ: コンクリート舗装であるが、ほうき仕上げにより足場の安全性を確保している。これは、色つきのコンクリートや橋の両端などの注意が必要な場所などにも適用されている。
- 安全管理: 6台の監視カメラにより橋全体が撮影され、サウスバンクコントロールルームより監視されている。
- 設計者: Cox Rayner
- デザイン: オヴ・アラップおよびパートナー
- 建設会社: ジョン・ホーランド株式会社（John Holland Pty Ltd）
- 開通日: 2001年10月21日にクイーンズランド州知事のピーター・ビーティー（英語版）により開通
- 全長: 450メートル（1,476フィート）
- 橋の基礎: 直径500mm～1500mmの45本の基礎杭、350級の鉄鋼による補強、60立方メートルのコンクリート
- アーチ中央部の長さ: 102メートル

## 利用

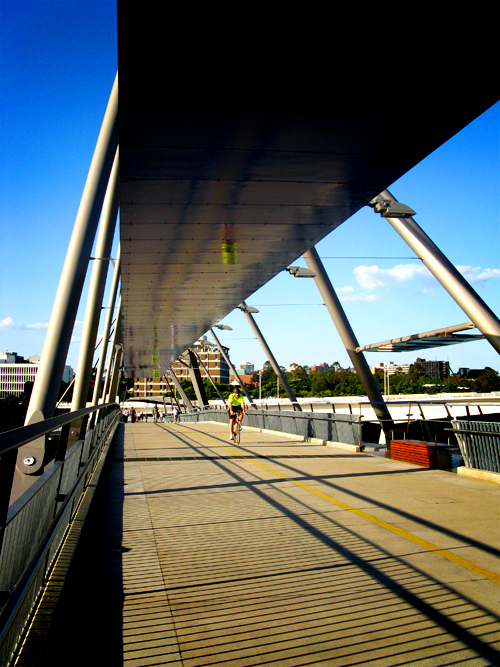
グッドウィル・ブリッジ

40,000人以上の歩行者と自転車が毎週この橋を利用し、サウスバンクとシティの重要なアクセスポイントとして確立している。南端のサウスバンク公園とクイーンズランド工科大学のキャンパスを経由し、ブリスベン商業中心地区の間のブリスベン川にかかるこの橋は、特にクイーンズランド工科大学に最も近いサウスバンク駅からの、歩行者とサイクリストにとって生命線となっている。また、橋にはプラットフォームから外に飛び出たいくつかの展望台もあり、川の展望を楽しんだり、休息する場所となっている。
また、フィットネスを楽しむ者にとっても一般的な場所となっており、ジョギングのルートとなっている。パルクールはこの橋を渡ることのみに利用するのではなく、四肢の運動（腕と足のトレーニングをする）場所としてや、技術の調整場所としても利用してる。